# 20a etapa del Tour de França de 2016
La 20a etapa del Tour de França de 2016 es disputà el dissabte 23 de juliol de 2016 sobre un recorregut de 146,5 km entre Megéva i Morzena.

## Resultats

### Classificació de l'etapa
| \| Classificació de l'etapa \| Classificació de l'etapa \| Classificació de l'etapa \| Classificació de l'etapa \| Classificació de l'etapa \| \| Corredor \| Corredor \| Equip \| Temps \| \| \| ------------------------ \| -------------------------- \| ------------------------ \| ------------------------ \| ------------------------ \| \| 1r \| Ion Izagirre Insausti \| Movistar Team \| 4h 06' 45" \| \| \| 2n \| Jarlinson Pantano Gómez \| IAM Cycling \| + 19" \| \| \| 3r \| Vincenzo Nibali \| Astana \| + 42" \| \| \| 4t \| Julian Alaphilippe \| Etixx-Quick Step \| + 49" \| \| \| 5è \| Rui Alberto Faria da Costa \| Lampre-Merida \| + 1' 43" \| \| \| 6è \| Roman Kreuziger \| Tinkoff \| + 1' 44" \| \| \| 7è \| Wilco Kelderman \| LottoNL-Jumbo \| + 49" \| \| \| 8è \| Joaquim Rodríguez i Oliver \| Katusha \| + 3' 24" \| \| \| 9è \| Daniel Martin \| Etixx-Quick Step \| + 4' 12" \| \| \| 10è \| Romain Bardet \| AG2R La Mondiale \| + 4' 12" \| \| |                            |                  |            |
| |                            |                  |            |
| Font: ProCyclingStats |                            |                  |            |
| Classificació de l'etapa |                            |                  |            |
| Corredor | Corredor                   | Equip            | Temps      |
| 1r | Ion Izagirre Insausti      | Movistar Team    | 4h 06' 45" |
| 2n | Jarlinson Pantano Gómez    | IAM Cycling      | + 19"      |
| 3r | Vincenzo Nibali            | Astana           | + 42"      |
| 4t | Julian Alaphilippe         | Etixx-Quick Step | + 49"      |
| 5è | Rui Alberto Faria da Costa | Lampre-Merida    | + 1' 43"   |
| 6è | Roman Kreuziger            | Tinkoff          | + 1' 44"   |
| 7è | Wilco Kelderman            | LottoNL-Jumbo    | + 49"      |
| 8è | Joaquim Rodríguez i Oliver | Katusha          | + 3' 24"   |
| 9è | Daniel Martin              | Etixx-Quick Step | + 4' 12"   |
| 10è | Romain Bardet              | AG2R La Mondiale | + 4' 12"   |

## Classificacions a la fi de l'etapa

### Classificació general
| \| Classificació general \| Classificació general \| Classificació general \| Classificació general \| Classificació general \| \| Corredor \| Corredor \| Equip \| Temps \| \| \| --------------------- \| --------------------------- \| --------------------- \| --------------------- \| --------------------- \| \| 1r \| Christopher Froome \| Team Sky \| 86h 21' 40" \| \| \| 2n \| Romain Bardet \| AG2R La Mondiale \| + 4' 05" \| \| \| 3r \| Nairo Quintana Rojas \| Movistar Team \| + 4' 21" \| \| \| 4t \| Adam Yates \| Orica-BikeExchange \| + 4' 42" \| \| \| 5è \| Richie Porte \| BMC Racing Team \| + 5' 17" \| \| \| 6è \| Alejandro Valverde Belmonte \| Movistar Team \| + 6' 16" \| \| \| 7è \| Joaquim Rodríguez i Oliver \| Katusha \| + 6' 58" \| \| \| 8è \| Louis Meintjes \| Lampre-Merida \| + 6' 58" \| \| \| 9è \| Daniel Martin \| Etixx-Quick Step \| + 7' 04" \| \| \| 10è \| Roman Kreuziger \| Tinkoff \| + 7' 11" \| \| |                             |                    |             |
| |                             |                    |             |
| Font: ProCyclingStats |                             |                    |             |
| Classificació general |                             |                    |             |
| Corredor | Corredor                    | Equip              | Temps       |
| 1r | Christopher Froome          | Team Sky           | 86h 21' 40" |
| 2n | Romain Bardet               | AG2R La Mondiale   | + 4' 05"    |
| 3r | Nairo Quintana Rojas        | Movistar Team      | + 4' 21"    |
| 4t | Adam Yates                  | Orica-BikeExchange | + 4' 42"    |
| 5è | Richie Porte                | BMC Racing Team    | + 5' 17"    |
| 6è | Alejandro Valverde Belmonte | Movistar Team      | + 6' 16"    |
| 7è | Joaquim Rodríguez i Oliver  | Katusha            | + 6' 58"    |
| 8è | Louis Meintjes              | Lampre-Merida      | + 6' 58"    |
| 9è | Daniel Martin               | Etixx-Quick Step   | + 7' 04"    |
| 10è | Roman Kreuziger             | Tinkoff            | + 7' 11"    |

### Classificació per punts
|   | Ciclista               | Equip              | Punts |
| - | ---------------------- | ------------------ | ----- |
| 1 | Peter Sagan (SVK)      | Team Tinkoff       | 440   |
|   | Marcel Kittel (GER)    | Lotto Soudal       | 228   |
| 3 | Michael Matthews (AUS) | Orica-BikeExchange | 183   |

### Classificació de la muntanya
|   | Ciclista                | Equip        | Punts |
| - | ----------------------- | ------------ | ----- |
| 1 | Rafał Majka (POL)       | Team Tinkoff | 209   |
| 2 | Thomas De Gendt (BEL)   | Lotto Soudal | 130   |
| 3 | Jarlinson Pantano (COL) | IAM Cycling  | 121   |

### Classificació del millor jove
|   | Ciclista               | Equip              | Temps       |
| - | ---------------------- | ------------------ | ----------- |
| 1 | Adam Yates (GBR)       | Orica-BikeExchange | 86h 26' 22" |
| 2 | Louis Meintjes (RSA)   | Lampre-Merida      | + 2'16"     |
| 3 | Emanuel Buchmann (GER) | Bora-Argon 18      | + 42' 58"   |

### Classificació per equips
|    | Equip           | Temps        |
| -- | --------------- | ------------ |
| 1r | Movistar Team   | 259h 11' 21" |
| 2n | Team Sky        | + 8' 14"     |
| 3r | BMC Racing Team | + 48' 11"    |

## Abandonaments
No hi ha abandonaments